# 段晖 (南燕)
段晖（？—409年），十六国时南燕大臣。
慕容超任命段晖为尚书左仆射。慕容超的母亲和妻子在长安还在后秦居住，姚兴要慕容超送太乐诸伎，作为藩属国。慕容超与大臣们商议，左仆射段晖说：“陛下承继江山社稷，不应因个人亲情缘故，就降低国家名号，皇家御用音乐是前代遗留下来的，不可拱手送人。我看，不如派军队到晋朝抢掠吴地的居民送给他们。”南燕太上五年（409年），东晋刘裕进攻南燕，征虏将军公孙五楼请求，命令段晖率兖州的军队沿着山地向东进军，在后背处进攻晋军。六月，刘裕大军抵达东莞郡。慕容超派遣公孙五楼、慕容贺赖卢以及左将军段晖等人统领步、骑兵五万屯据在临朐，听说晋兵已经通过岘山，便亲带步、骑兵四万前去迎战，结果战败。慕容超赶到城南投奔段晖。刘裕趁势斩杀了段晖等大将十多人，慕容超逃回广固。